# 吉本超合金A
『吉本超合金A』（よしもとちょうごうきんエー）は、テレビ大阪で2017年10月30日から2018年6月25日まで毎週月曜日（日曜日深夜）の0:35 - 1:35に放送されていたバラエティ番組である。

## 概要
前身番組『吉本超合金K・ケンコバ大王』終了後、約14年振りとなる超合金シリーズ4作目。本番組では、FUJIWARA、2丁拳銃、ケンドーコバヤシに代わり、アキナがメインを務める。オープニングでは、

この番組は、よしもとクリエイティブエージェンシーの若手お笑いコンビ、アキナが、毎週街へ出て、誰も得しない、どうでもいいことに全力投球するロケバラエティである。

と、ナレーションが番組を説明している。
前身番組と同様に、メンバーを模したキャラクターが作られており(原田専門家作)、秋山は蚊で、山名は猿をイメージしている。
毎回冒頭では、「吉本超合金」「吉本超合金F」の際に行われた藤本敏史(FUJIWARA)の雄叫びに代わり、山名文和(アキナ)による一発ギャグでスタートする。
テロップの表示色は秋山は緑色、山名は水色、スタッフは黒縁に白色である。
2018年6月25日を以て番組は終了したが、2019年1月18日に同局にて同じくアキナがメインとなる「名門!モウカリマッカー学園～西梅田校新聞部～」の放送が開始される。

## 主な企画

### パーフェクト芸人を目指せ!50音指令超合金
アキナが「あ」から「ん」までの50音それぞれが頭文字となった指令にチャレンジする企画。すべての指令をクリアすると「パーフェクト芸人」になれるらしい。
これまでの指令は以下の通りである。

#### あ行
- あ
秋山よ!元甲子園球児を見つけるまでケツバットを受け続けろ
- い
インド人を爆笑させろ
- う
ウンコを踏め
- え
エッチ坊主よ!エッチの失敗談を告白せよ
- お
おいでやす小田のケツを蹴れ

#### か行
- か
からし蓮根を一本食べ切れ
- き
キス好きの秋山よ! 自分の母より年上にキスしてもらえ
- く
九条で苦情を9個聞け
- け
賢太よ! 「斎藤さんだぞ」の髪の毛をバレずに抜け
- こ
甲子園経験者からケツバットを受けろ 斎藤さん

#### さ行
- さ
「サンタールーチーアー、鼻かーら血ぃーやー」のギャグが出るまで村上ショージにフリ続けろ
- し
新座長 酒井藍のノリツッコミ「ブーブー」とおならの「ブー」でコラボせよ
- す
須藤敬志よ! ウンコを踏め
- せ
せっかくなので氷風呂に入ってかき氷を食べきれ
- そ
そうだ、京都タワー行こう。ただし外車で!

#### た行
- た
たまには北海道でウンコを踏め
- ち
ちゃらんぽらん冨好に「ちゅ～と半端やなぁ～!」を10回言わせろ
- つ
つべこべ言わず そうだ、神戸ポートタワー行こう。ただし外車で!

### あなたの街で大喜利超合金
毎回、山名とゲスト数名が1つの市町村の中で大喜利対決を行う企画。秋山は大喜利には参加せず、企画の進行及び得点決めを担当している。
答え毎のポイント数は秋山が判断して決めており、最後のお題を終えて合計ポイント数が一番少なかった参加者がLOVEゲーム(罰ゲーム)を受ける。その場がしらけるような答え(極度及び直球な下ネタなど)や、秋山の内情を突いた答えだと逆にマイナスポイントが課せられる。
これまでの開催データは以下の通り。
| 回    | 開催場所 | ゲスト                                                                          | 最下位             | LOVEゲーム内容 |
| ----- | -------- | ------------------------------------------------------------------------------- | ------------------ | -------------- |
| 第1回 | 京都     | 桑原雅人（トット） 堂前透（ロングコートダディ） 岩倉美里（蛙亭） 白井（大自然） | 岩倉美里（蛙亭）   | 白鳥大喜利     |
| 第2回 | 彦根     | 迫田篤（デルマパンゲ） THIS IS 岡下（THIS IS パン） ロッシー（野性爆弾）        | 山名文和（アキナ） | 琵琶湖大喜利   |

## 出演者

### レギュラー
- アキナ
  - 山名文和
  - 秋山賢太

### ゲスト出演者
- 秋山勇輝（アキナ秋山の実の弟）[注釈 1]
- 秋山文子（アキナ秋山の実の母）
- 山名英子（アキナ山名の実の母）
- 見取り図
- 紅しょうが
- T@TSU（モンスーン）
- デルマパンゲ
- トット
- 蛙亭
- 大自然
- ロングコートダディ
- 千年屋俊幸（テレビ大阪アナウンサー）
- おいでやす小田
- ツートライブ
- ダブルアート
- ヒガシ逢ウサカ
- 和田友徳（ヘッドライト）
- 祇園
- 霜降り明星
- 絶対アイシテルズ
- THIS IS パン
- 茜チーフ
- アインシュタイン
- 藤村泰平（電氣ブラン）
- ちゃらんぽらん冨好
- からし蓮根
- 山田健人（ラニーノーズ）
- 和田ちゃん（女と男）
- 堀川絵美
- ちろる（いなかのくるま）
- あきら
- トレンディエンジェル
- 村上ショージ
- 酒井藍
- さや香
- ヒューマン中村

- 守谷日和
- ヘンダーソン
- 爆ノ介
- フースーヤ
- 爛々
- ゆりやんレトリィバァ
- 原田泰雅（ビスケットブラザーズ）
- ケツ（ニッポンの社長）
- なにわスワンキーズ
- 星霰（人生は夢）
- 戸来大地
- たわた
- ロッシー（野性爆弾）
- ファミリーレストラン
- もりすけ
- アキラ
- ガルシア
- 親指ぎゅー太郎
- セルライトスパ
- おたまじゃくし
- キンニクキンギョ
- 馬と魚
- 永見大吾（カベポスター）
- みう
- クロスバー直撃
- 川添社長（タートルデッパ）
- 昴生（ミキ）
- 河野良祐（プリマ旦那）
- ずが☆こうさく
- 江城豪（ニメートルズ）
- もっち
- ガオ～ちゃん
- こばた（タレンチ）
- 星田英利
- 宮川大輔
- ザ・スリー
- ゆにばーす
- 別府貴之（マルセイユ）

## 放送リスト
2017年
| 回  | サブタイトル                                                           | 放送日   | 備考                       |
| --- | ---------------------------------------------------------------------- | -------- | -------------------------- |
| #1  | 引っ越しドッキリ超合金                                                 | 10月30日 |                            |
| #2  | 引っ越しドッキリ超合金-完結編-                                         | 11月6日  |                            |
| #3  | あなたの街で大喜利超合金in京都                                         | 11月13日 | 70分拡大スペシャル         |
| #4  | 秋の大運動会超合金inテレビ大阪                                         | 11月20日 |                            |
| #5  | 秋山ツッコミ超合金                                                     | 11月27日 |                            |
| #6  | パーフェクト芸人を目指せ!50音指令超合金                                | 12月4日  |                            |
| #7  | パーフェクト芸人を目指せ!50音指令超合金2                               | 12月11日 |                            |
| #8  | パーフェクト芸人を目指せ!50音指令超合金3                               | 12月18日 |                            |
| #9  | プール運動会超合金                                                     | 12月25日 | 通常より30分繰り下げて放送 |
| #10 | パーフェクト芸人を目指せ!50音指令超合金4withトレンディエンジェル90分SP | 12月29日 | 90分拡大スペシャル         |

2018年
| 回  | サブタイトル                                | 放送日  | 備考                       |
| --- | ------------------------------------------- | ------- | -------------------------- |
| #11 | 2018年一番運のある奴は誰だ!？運だめし超合金 | 1月8日  | 通常より30分繰り下げて放送 |
| #12 | お年玉争奪超合金                            | 1月15日 |                            |
| #13 | 秋山ツッコミ超合金2                         | 1月22日 |                            |
| #14 | パーフェクト芸人を目指せ!50音指令超合金5    | 1月29日 |                            |
| #15 | パーフェクト芸人を目指せ!50音指令超合金6    | 2月5日  |                            |
| #16 | 極寒スポーツ超合金                          | 2月12日 |                            |
| #17 | 世界に坊主を広めよう!坊主超合金             | 2月19日 |                            |
| #18 | パーフェクト芸人を目指せ!50音指令超合金7    | 2月26日 |                            |
| #19 | あなたの街で大喜利超合金in彦根              | 3月5日  |                            |
| #20 | 秋山ツッコミ超合金3                         | 3月12日 |                            |
| #21 | インスタ映え超合金                          | 3月19日 |                            |
| #22 | パーフェクト芸人を目指せ!50音指令超合金8    | 3月26日 |                            |
| #23 | パーフェクト芸人を目指せ!50音指令超合金9    | 4月2日  |                            |
| #24 | オモロイおっさん超合金                      | 4月9日  |                            |
| #25 | サヨナラ!おいでやす超合金                   | 4月16日 |                            |
| #26 | カチコミ!ネタバトル超合金                   | 4月23日 |                            |
| #27 | カチコミ!ネタバトル超合金-宴会芸-           | 4月30日 |                            |
| #28 | インスタ映え超合金in沖縄-10分拡大SP-        | 5月7日  | 10分拡大スペシャル         |
| #29 | パーフェクト芸人を目指せ!50音指令超合金10   | 5月14日 |                            |
| #30 | 秋山ツッコミ超合金4                         | 5月21日 |                            |
| #31 | メガネ超合金                                | 5月28日 |                            |
| #32 | オモロイおっさん超合金2                     | 6月4日  |                            |
| #33 | INする超合金                                | 6月11日 |                            |
| #34 | パーフェクト芸人を目指せ!50音指令超合金11   | 6月18日 |                            |
| #35 | さよなら!吉本超合金Aライブ                  | 6月25日 | 最終回30分拡大スペシャル   |

## ネット局・配信サイト

### テレビ放送局
| 放送対象地域 | 放送局       | 系列           | 放送日時                     | 放送期間                       | 備考       |
| ------------ | ------------ | -------------- | ---------------------------- | ------------------------------ | ---------- |
| 大阪府       | テレビ大阪   | テレビ東京系列 | 月曜 0:35 - 1:35（日曜深夜） | 2017年10月30日 - 2018年6月25日 | 製作局     |
| 北海道       | テレビ北海道 | テレビ東京系列 | 火曜 1:00 - 1:55（月曜深夜） | 2018年1月9日 - 2018年9月3日    | 遅れネット |

### 動画配信サイト
- TVer
- 大阪チャンネル
- ネットでテレ東

## スタッフ
- ナレーター：中川栞（テレビ大阪アナウンサー）
- 構成：ハスミマサオ、上地茂晴、くらやん、山下貴、七野ヒロユキ
- CAM：三村友昭・平井雅司（いずれもよしもとブロードエンタテインメント）
- MIX：本城宣彰（よしもとブロードエンタテインメント）
- CA：澤田凱斗（よしもとブロードエンタテインメント）
- 照明：朴昌根、岩田彩有里
- タイトルCG：原田専門家
- 編集：山本崇央・深見知子（いずれもSpEED）
- 音効：黒澤秀一（Studio Nest）
- MA：直田輝彦（よしもとブロードエンタテインメント）
- 協力：よしもとブロードエンタテインメント、SpEED、Studio Nest、IDEA、WITH YOU、テーク・ワン、アトムプリント
- 編成：池田陽（テレビ大阪）
- 宣伝：寺杣猛（テレビ大阪）
- WEB：前原愛香（テレビ大阪）
- AP：木谷綾子（よしもとクリエイティブ・エージェンシー）
- AD：木村悠太（よしもとブロードエンタテインメント）
- ディレクター：金沢武慶、加藤伸一、中井英雄、東上床直樹（よしもとブロードエンタテインメント）
- 演出：石田耕平（よしもとブロードエンタテインメント）
- プロデューサー：桂潔（テレビ大阪）、小林めい（よしもとクリエイティブ・エージェンシー）
- チーフプロデューサー：荒神康子（テレビ大阪）
- 制作協力：吉本興業
- 製作著作：テレビ大阪

### 過去のスタッフ
- MIX：徳島聡志（よしもとブロードエンタテインメント）
- CA：西脇賢次（よしもとブロードエンタテインメント）
- 編集：竹嶋夕貴（SpEED）
- 編成：大川一馬（テレビ大阪）
- 宣伝：内海あづさ（テレビ大阪）
- プロデューサー：与十田孝輔（テレビ大阪）
- チーフプロデューサー：清原寛（テレビ大阪）